# Keishū Tanaka
Pour l’article homonyme, voir Tanaka.
Keishū Tanaka (田中慶秋, Tanaka Keishū), né le 6 mars 1938 et mort le 4 janvier 2022, est un homme politique japonais.